# Jazz Covington
Pour les articles homonymes, voir Covington.
Jazz Covington, née le 13 mai 1985 à Adel, est une joueuse américaine de basket-ball. 

## Biographie
Passionnée de basket-ball depuis toute jeune, elle est coéquipière de la star WNBA Angel McCoughtry à Louisville. Jazz Covington est une ailière complète, forte au rebond, comme à trois points. En 2009-2010, sur 26 matches (34'par match), elle a cumulé 16 points de moyenne (6e marqueuse de la Liga) à 59,6 % de réussite (6e) et 40 % à trois points, 7,2 rebonds (10e), 1,8 interception pour être quatrième à l'évaluation générale sur l'ensemble du championnat espagnol.
Durant la saison LFB 2011, elle aide le Hainaut à assurer le maintien, mais se blesse avant la fin de saison, assurée par la pigiste Lindsay Wisdom-Hylton.
La saison suivante, elle retrouve l'Espagne Mann Filter Zaragoza, puis passe l'été 2012 au Mozambique au Desportivo Maputo et retrouve de nouveau l'Espagne au Cadi ICG Software pour la saison 2012-2013. En 2013-2014 elle remporte le championnat suisse et la Coupe de Suisse avec Helios VS Basket avec des statistiques personnelles de 15,4 points, 8,5 rebonds, 2,8 interceptions et 2,5 passes décisives. En août 2014, elle signe son retour en France avec le promu COB Calais pour 25 rencontres avec des moyennes de 9,9 points, 7,8 rebonds, 1,5 passe décisive et 1,5 interception par rencontre.
Pour 2015-2016, elle retrouve l'Espagne au Campus Promete. En 26 rencontres ses statistiques sont de 9,9 points, 6,4 rebonds, 1,7 passe décisive et 1,2 interception. Pour 2016-2017, elle rejoint le club turc d'Edirnespor.

## Clubs
- 2005-2007 :  Cardinals de Louisville (NCAA)
- 2007-2008 :  Elfrid Fribourg
- 2008-2009 :  Hameenmaa
- 2009-2010 :  Cadi La Seu d'Urgell
- 2010-2011 :  Union Hainaut Basket
- 2011-2012 :  Mann Filter Zaragoza
- 2012-2012 :  Desportivo Maputo
- 2012-2013 :  Cadi ICG Software
- 2013-2014 :  Helios VS Basket
- 2014-2015 :  COB Calais
- 2015-2016 :  Campus Promete
- 2016- :  Edirnespor

## Palmarès
- Championne de Suisse 2014
- Coupe de Suisse 2014